# سفارة كمبوديا في روسيا
سفارة كمبوديا في روسيا هي أرفع تمثيل دبلوماسي لدولة كمبوديا لدى روسيا. تقع السفارة في موسكو وهي تهدف لتعزيز المصالح الكمبودية في روسيا.

## وصلات خارجية
- قائمة سفارات كمبوديا
- قائمة السفارات في روسيا